# Lusigny-sur-Barse
Lusigny-sur-Barse är en kommun i departementet Aube i regionen Grand Est (tidigare regionen Champagne-Ardenne) i nordöstra Frankrike. Kommunen ligger  i kantonen Lusigny-sur-Barse som ligger i arrondissementet Troyes. År 2022 hade Lusigny-sur-Barse 2 265 invånare.

## Befolkningsutveckling
Antalet invånare i kommunen Lusigny-sur-Barse
Referens: INSEE

## Galleri

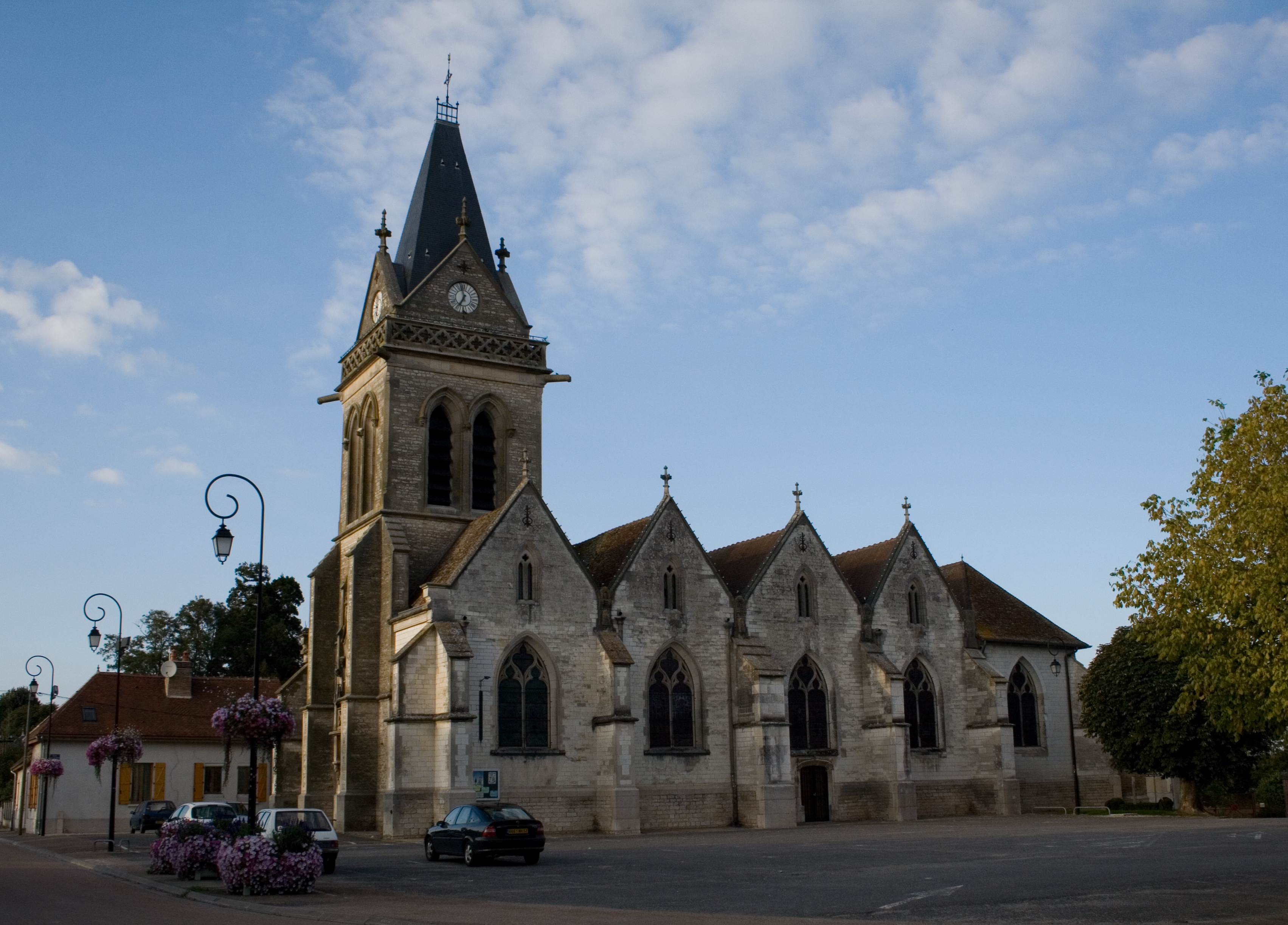
Kyrkan
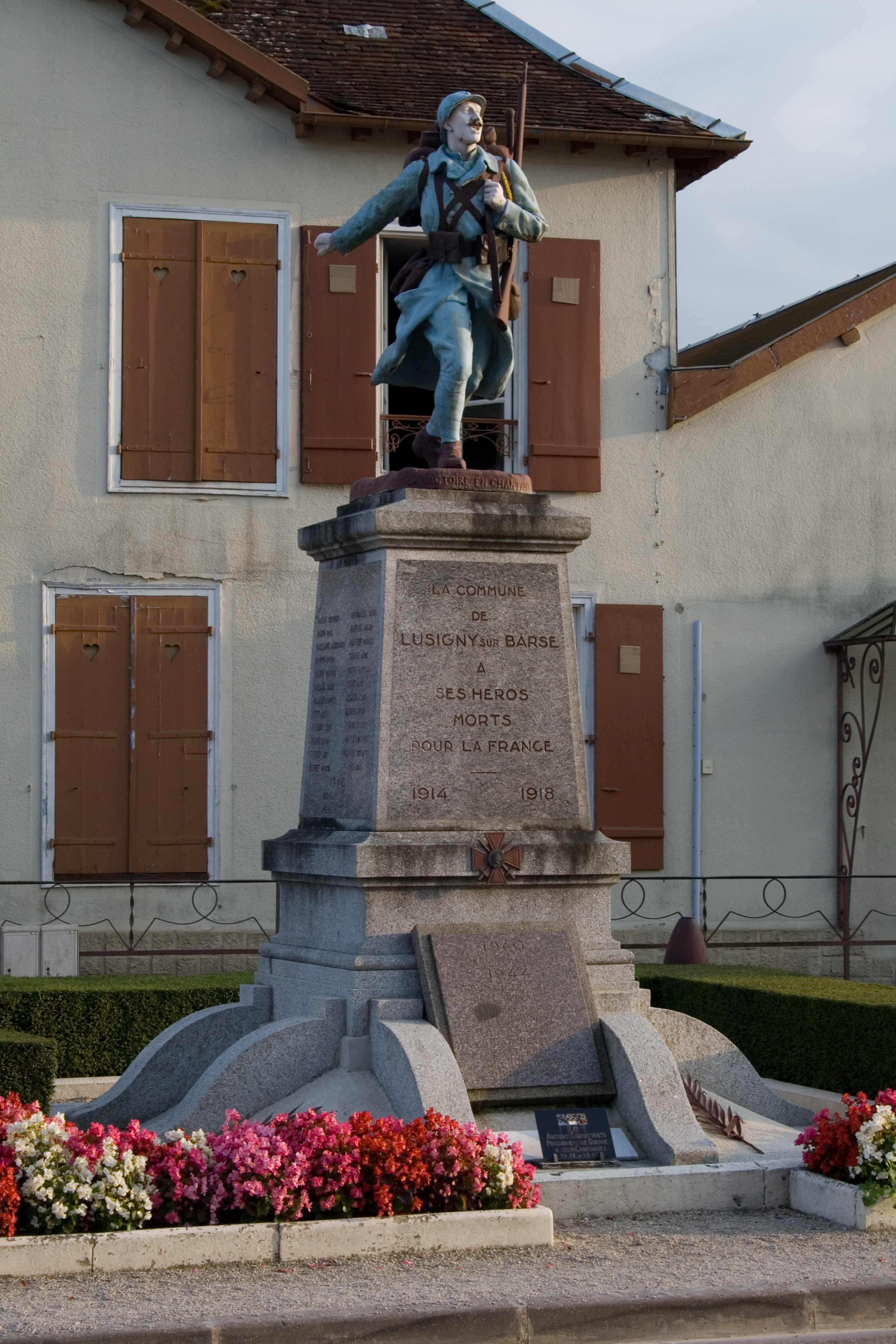